# Erwin Löhle
Erwin Josef Löhle (* 14. Juli 1949 in Überlingen am Ried) ist ein deutscher Mediziner. Er war bis zum Jahr 2015 Leiter der Sektion Phoniatrie und Pädaudiologie an der Universitätsklinik für Hals-, Nasen- und Ohrenheilkunde der Universität Freiburg.
Neben seiner beruflichen Tätigkeit engagierte er sich seit 1983 ehrenamtlich als Landesarzt für Hör- und Sprachbehinderte und diente seit 2002 als Vorsitzender der Landeskommission für hörgeschädigte Menschen in Baden-Württemberg.

## Auszeichnungen
- 2006: Bundesverdienstkreuz am Bande[2]